# Djavanroud
Djavanroud (en persan : جوانرود / Javânrud, « la jeune rivière ») est une ville de la province de Kermanchah en Iran.
Un ancien nom de Djavanrud était Alani. Ses habitants sont des descendants de la tribu Jaf et parlent le Kurde Sorani.